# Granica kazachsko-turkmeńska
Granica kazachsko-turkmeńska – granica międzypaństwowa dzieląca terytoria Kazachstanu i Turkmenistanu o długości 379 kilometrów.
Początek granicy na zachodzie- wybrzeże Morza Kaspijskiego, przylądek Suje mujis na północ od turkmeńskiego portu Bekdaş. Następnie granica wielkim łukiem omija od północnego wschodu jezioro Kara-Bogaz-Goł i dochodzi na płaskowyżu Ustiurt do trójstyku granic Kazachstanu, Uzbekistanu i Turkmenistanu.
Granica powstała w 1991 roku, po proklamowaniu niepodległości przez Kazachstan i Turkmenistan. Poprzednio była to wewnętrzna granica radzieckich republik Kazachskiej i Turkmeńskiej.